# Gródek (Wzgórza Lewińskie)
Gródek (niem. Hradisch, Schlossberg, 500/521 m n.p.m.) – wzgórze  w południowo-zachodniej Polsce, w Sudetach Środkowych, w paśmie Wzgórz Lewińskich, na północ od wsi Lewin Kłodzki.
Na szczycie od XI w. istniał niewielki zameczek, który należał do państwa homolskiego, zniszczony w 1428. U jego stóp było podgrodzie, które przekształciło się w Lewin Kłodzki. Pozostałości zameczku rozebrano w 1905 podczas budowy linii kolejowej.
Wokół wzniesienia jest pętla linii kolejowej nr 309 Kłodzko – Kudowa-Zdrój.